# Tapinocefal
Tapinocephalus (lub "Taurops") jest nazwą rodzajową roślinożernego terapsyda, żyjącego pod koniec środkowego permu (wczesny kapitan, około 265 milionów lat temu). Jego szczątki odkryto na terenie Republiki Południowej Afryki w strefie Karoo, w pokładach Lower Beaufort, (tzw. "Tapinocephalus Zone", strefa nazwana tak z powodu dużej ilości odnajdywanych tam szczątków tego zwierzęcia) i w pokładach Beaufort West.
Rodzaj reprezentowany jest przez pojedynczy gatunek, Tapinocephalus atherstonei, który znany jest z licznych znalezisk czaszek i elementów szkieletu.
Do rodziny Tapinocephalidae, należał również znacznie bardziej znany moschops. Oba rodzaje były największymi przedstawicielami rodziny. Tapinocephalus mierzył ponad 3 metry długości, a jego masa przekraczać mogła 1500 kg. Czaszka zwierzęcia pod wieloma względami przypominała czaszkę Moschopsa. Miała około 45 cm i charakteryzowała się silnym pogrubieniem kości w okolicy czoła. Prawdopodobnie czaszki samców, używających zapewne głów jako oręża w walkach między sobą, oraz samic, różniły się między sobą (dymorfizm płciowy). Pysk zwierzęcia był skrócony.